# Klimagarten

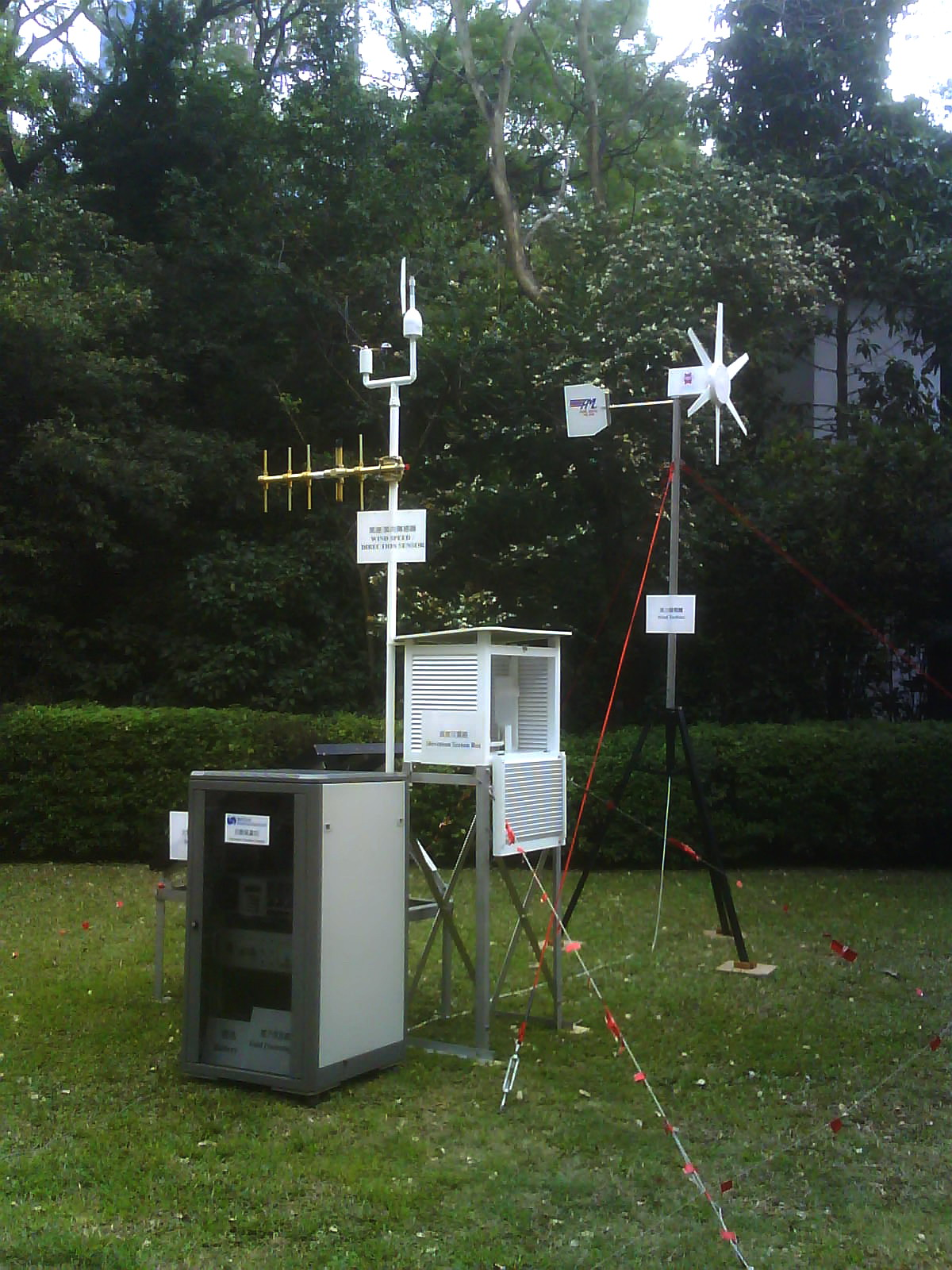
Meteorologische Instrumente am Tag der Offenen Tür 2007 beim Hauptquartier des Observatoriums von Hong Kong

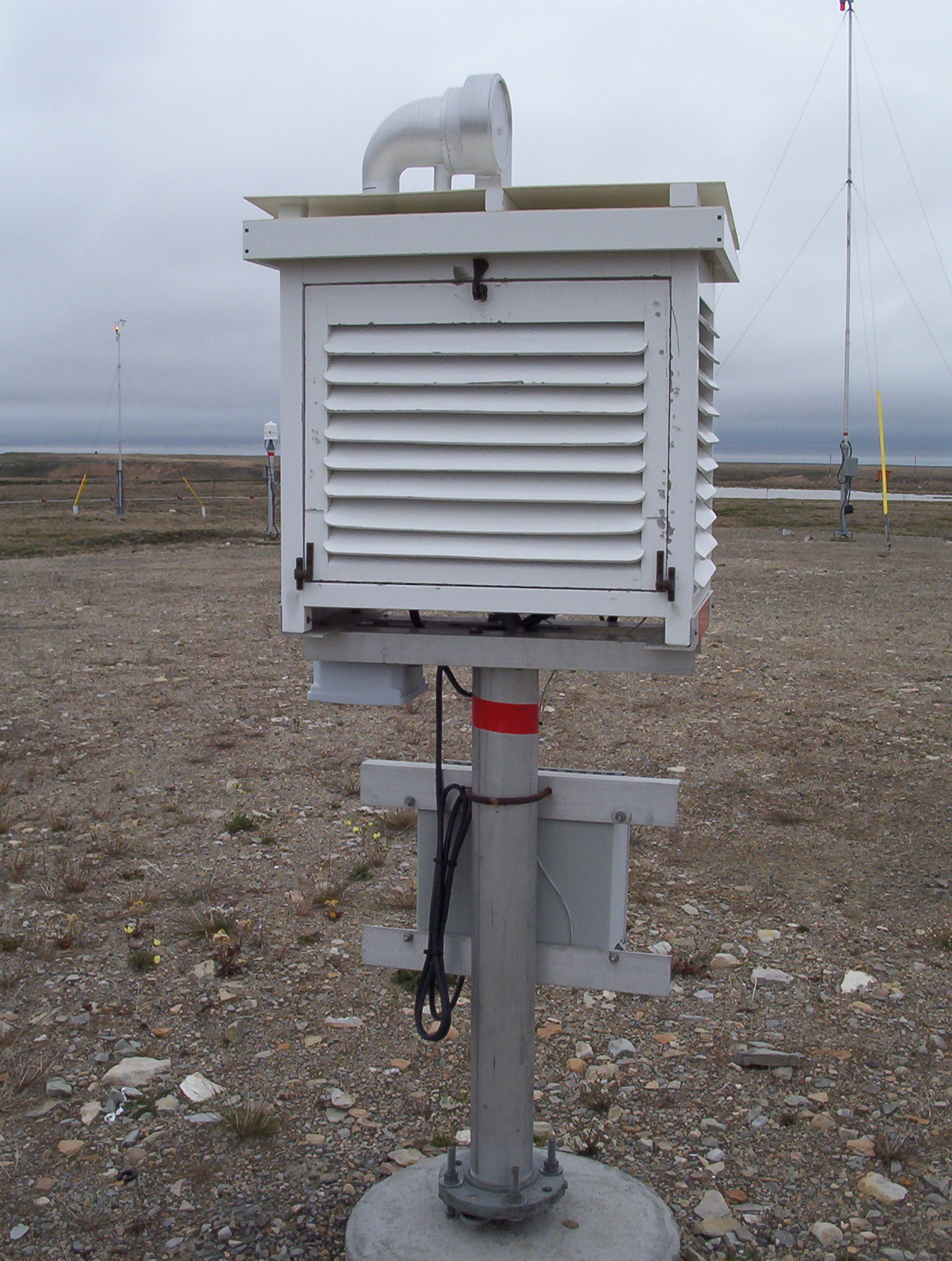
Stevenson Screen

Der Klimagarten ist ein Messfeld, auf dem sich eine meteorologische Messstation (Wetterstation) befindet. Das Aussehen eines solchen Messfeldes ist von der World Meteorological Organization (WMO) genau definiert.
Zum Schutz der Geräte wird eine von Thomas Stevenson (1818–1887) entwickelte Klimahütte verwendet; der nach ihm benannte Stevenson Screen. Diese Klimahütte muss für synoptische Beobachtungen im internationalen Vergleich genau zwei Meter über dem Erdboden auf einem Träger stehen. Der Untergrund sollte kurzgehaltener Rasen sein und der Abstand von der Hütte zu irgendwelchen Gebäuden sollte so weit sein, wie der Gegenstand hoch ist. Des Weiteren befinden sich in diesem Klimagarten Regenmesser in 1 m Höhe und diverse Erdboden-Thermometer in 5, 10, 20, 50 und 100 cm Tiefe.
Das Erdbodenminimumthermometer hingegen befindet sich auf einer Halterung und frei in 5 cm Höhe über nacktem Erdboden. Der Windmesser, welcher eine Wildsche Windfahne sein kann oder ein Anemometer, muss auf einem 10 m hohen Mast angebracht sein. Des Weiteren gehören zu einem solchen Klimagarten noch ein Sonnenschein-Autograph und möglicherweise Sensoren zur Messung der Globalstrahlung.